# Grand Prix-wegrace van Frankrijk 1955
De Grand Prix-wegrace van Frankrijk 1955 was de tweede Grand Prix van wereldkampioenschap wegrace voor motorfietsen in het seizoen 1955. De races werden verreden op 15 mei op het
Circuit de Reims-Gueux nabij Reims. In deze Grand Prix kwamen de 500cc-, 350cc- en de 125cc-klasse aan de start. Voor de 350cc-klasse was het de openingsrace van het seizoen.

## Algemeen
Dit was voorlopig de laatste Grand Prix van Frankrijk. Pas in het seizoen 1959 kwam ze weer terug, maar nu op het Circuit de Charade in Clermont-Ferrand. Dat had overigens niets met het circuit te maken. In het seizoen 1956 ging de Franse GP niet door vanwege het (auto)-ongeluk tijdens de 24-uur van Le Mans en in het seizoen 1957 door benzineschaarste vanwege de Suezcrisis. In 1958 was er wel een Franse Grand Prix, maar ze telde niet meer voor het wereldkampioenschap.

## 500cc-klasse
Slechts vier merken met achttien coureurs traden aan in de 500cc-race: Gilera, Matchless, MV Agusta en Norton. Dat laatste merk had echter geen fabrieksteam meer en de inzet was dus te danken aan privérijders met een Norton Manx. Ook de inzet van Matchless was nogal beperkt, want de Matchless G45 was geen serieuze kandidaat voor de prijzen. Belangrijkste afwezige was Moto Guzzi, dat de moed had opgegeven om met de Quattro Cilindri te winnen, maar nog lang niet klaar was met de ontwikkeling van de nieuwe Otto Cilindri. Geoff Duke, die in de Grand Prix van Spanje was uitgevallen met ontstekingsproblemen, won voor zijn teamgenoot Libero Liberati. Overtuigend, want Duke had op de streep precies twee minuten voorsprong. Reg Armstrong werd op nog grotere achterstand gereden, maar bleef dankzij zijn derde plaats aan de leiding van de WK-stand. Slechts elf rijders haalden de finish. Daaronder was zijspancoureur Florian Camathias, die verdienstelijk zevende werd. Ook Francis Flahaut, de bakkenist van zijspancoureur Jean Murit kwam aan de start, maar hij viel uit.
| Pos | Coureur           | Merk      | Tijd        | Punten |
| --- | ----------------- | --------- | ----------- | ------ |
| 1   | Geoff Duke        | Gilera    | 1:22"52'8   | 8      |
| 2   | Libero Liberati   | Gilera    | + 2"00'0    | 6      |
| 3   | Reg Armstrong     | Gilera    | + 2"22'4    | 4      |
| 4   | Tito Forconi      | MV Agusta | + 1 ronde   | 3      |
| 5   | Jacques Collot    | Norton    | + 3 ronden  | 2      |
| 6   | Firmin Dauwe      | Norton    | + 4 ronden  | 1      |
| 7   | Florian Camathias | Norton    | + 4 ronden  |        |
| 8   | Marcel Beauvais   | Norton    | + 5 ronden  |        |
| 9   | Jean-Pierre Bayle | Norton    | + 5 ronden  |        |
| 10  | Pierre Monneret   | Gilera    | + 8 ronden  |        |
| 11  | Carlo Bandirola   | MV Agusta | + 10 ronden |        |

| Coureur         | Merk      | Oorzaak |
| --------------- | --------- | ------- |
| Auguste Goffin  | Norton    |         |
| Hans Haldemann  | Norton    |         |
| Francis Flahout | Norton    |         |
| John Storr      | Norton    |         |
| Robin Fitton    | Norton    |         |
| Nello Pagani    | MV Agusta |         |
| Peter Murphy    | Matchless |         |

| Coureur           | Merk       | Oorzaak    |
| ----------------- | ---------- | ---------- |
| Bob Brown         | Matchless  |            |
| Jack Ahearn       | Norton     |            |
| Ken Kavanagh      | Moto Guzzi | Teambeleid |
| Léon Martin       | Gilera     |            |
| Ernst Riedelbauch | BMW        |            |
| Walter Zeller     | BMW        |            |
| Bill Lomas        | Moto Guzzi | Teambeleid |
| Bob McIntyre      | Norton     |            |
| Derek Ennett      | Matchless  |            |
| Dickie Dale       | Moto Guzzi | Teambeleid |
| Jack Brett        | Norton     |            |
| John Clark        | Matchless  |            |
| John Hartle       | Norton     |            |
| John Storr        | Norton     |            |
| Alfredo Milani    | Gilera     |            |
| Duilio Agostini   | Moto Guzzi | Teambeleid |
| Giuseppe Colnago  | Gilera     |            |
| Orlando Valdinoci | Gilera     |            |
| Umberto Masetti   | MV Agusta  |            |
| Drikus Veer       | Gilera     |            |
| Eddie Grant       | Norton     |            |

### Top tien tussenstand 500cc-klasse
| Pos | Coureur           | Merk      | Ptn |
| --- | ----------------- | --------- | --- |
| 1   | Reg Armstrong     | Gilera    | 12  |
| 2   | Geoff Duke        | Gilera    | 8   |
| 3   | Carlo Bandirola   | MV Agusta | 6   |
| 3   | Libero Liberati   | Gilera    | 6   |
| 5   | Tito Forconi      | MV Agusta | 4   |
| 5   | Umberto Masetti   | MV Agusta | 4   |
| 7   | Orlando Valdinoci | Gilera    | 3   |
| 8   | Jacques Collot    | Norton    | 2   |
| 8   | Nello Pagani      | MV Agusta | 2   |
| 10  | Firmin Dauwe      | Norton    | 1   |

## 350cc-klasse
Nu Norton en AJS hun fabrieksteams hadden opgegeven stond niets de Moto Guzzi Monocilindrica 350 meer in de weg: Het hele podium werd bezet door Moto Guzzi-coureurs. Toch was de winnaar verrassend: Duilio Agostini was een goed coureur in de Italiaanse kampioenschappen maar werkte vooral samen met ingenieur Giulio Cesare Carcano als testrijder aan de nieuwe machines. Het was zijn eerste overwinning in een WK-race, maar ook zijn laatste. Dickie Dale en Roberto Colombo stonden naast hem op het podium.
| Pos | Coureur         | Merk       | Tijd | Punten |
| --- | --------------- | ---------- | ---- | ------ |
| 1   | Duilio Agostini | Moto Guzzi |      | 8      |
| 2   | Dickie Dale     | Moto Guzzi |      | 6      |
| 3   | Roberto Colombo | Moto Guzzi |      | 4      |
| 4   | Auguste Goffin  | Norton     |      | 3      |
| 5   | Peter Murphy    | AJS        |      | 2      |
| 6   | Jacques Collot  | Norton     |      | 1      |

| Coureur           | Merk       |
| ----------------- | ---------- |
| Keith Campbell    | Norton     |
| Ken Kavanagh      | Moto Guzzi |
| Maurice Quincey   | Norton     |
| August Hobl       | DKW        |
| Hans Bartl        | DKW        |
| Karl Hofmann      | DKW        |
| Bill Lomas        | Moto Guzzi |
| Bob McIntyre      | Norton     |
| Cecil Sandford    | Moto Guzzi |
| John Hartle       | Norton     |
| John Surtees      | Norton     |
| Enrico Lorenzetti | Moto Guzzi |

### Top zes tussenstand 350cc-klasse
conform wedstrijduitslag

## 125cc-klasse
Luigi Taveri werd weliswaar tweede in Frankrijk, maar hij deed toch goede zaken omdat hij de eerste race al gewonnen had. Dit keer won Carlo Ubbiali en Mondial-rijder Giuseppe Lattanzi werd derde.
| Pos | Coureur           | Merk      | Tijd | Punten |
| --- | ----------------- | --------- | ---- | ------ |
| 1   | Carlo Ubbiali     | MV Agusta |      | 8      |
| 2   | Luigi Taveri      | MV Agusta |      | 6      |
| 3   | Giuseppe Lattanzi | Mondial   |      | 4      |
| 4   | Tarquinio Provini | Mondial   |      | 3      |
| 5   | Angelo Copeta     | MV Agusta |      | 2      |
| 6   | Romolo Ferri      | Mondial   |      | 1      |

| Coureur             | Merk      |
| ------------------- | --------- |
| Rudolf Grimas       | Mondial   |
| Erhart Krumpholz    | IFA       |
| August Hobl         | DKW       |
| Bernhard Petruschke | IFA       |
| Erich Wünsche       | DKW       |
| Karl Lottes         | MV Agusta |
| Siegfried Wünsche   | DKW       |
| Willi Scheidhauer   | MV Agusta |
| Marcello Cama       | Montesa   |
| Bill Lomas          | MV Agusta |
| Bill Webster        | MV Agusta |
| Ross Porter         | MV Agusta |
| Paolo Campanelli    | Mondial   |
| Remo Venturi        | MV Agusta |

### Top zeven tussenstand 125cc-klasse
(Slechts zeven coureurs hadden al punten gescoord)
| Pos | Coureur           | Merk      | Ptn |
| --- | ----------------- | --------- | --- |
| 1   | Luigi Taveri      | MV Agusta | 14  |
| 2   | Carlo Ubbiali     | MV Agusta | 12  |
| 3   | Romolo Ferri      | Mondial   | 7   |
| 3   | Giuseppe Lattanzi | Mondial   | 7   |
| 5   | Angelo Copeta     | MV Agusta | 4   |
| 6   | Tarquinio Provini | Mondial   | 3   |
| 7   | Marcello Cama     | Montesa   | 1   |

1920 · 1921 · 1922 · 1923 · 1924 · 1925 · 1926 · 1927 · 1928 · 1929 · 1930 · 1931 · 1932 · 1933 · 1935 · 1936 · 1937 · 1938 · 1939 · 1949 · 1951 ·  1953 · 1954 · 1955 · 1958 · 1959 · 1960 · 1961 · 1962 · 1963 · 1964 · 1965 · 1966 · 1967 · 1969 · 1970 · 1972 · 1973 · 1974 · 1975 · 1976 · 1977 · 1978 · 1979 · 1980 · 1981 · 1982 · 1983 · 1984 · 1985 · 1986 · 1987 · 1988 · 1989 · 1990 · 1991 · 1992 · 1994 · 1995 · 1996 · 1997 · 1998 · 1999 · 2000 · 2001 · 2002 · 2003 · 2004 · 2005 · 2006 · 2007 · 2008 · 2009 · 2010 · 2011 · 2012 · 2013 · 2014 · 2015 · 2016 · 2017 · 2018 · 2019 · 2020 · 2021 · 2022 · 2023 · 2024 · 2025